# Tobias Cohn
Pour les articles homonymes, voir Cohn.
Tobias Cohn ou Tobias Kohn (en hébreu : Toviyyah ben Moshe ha-Kohen ; en polonais : Tobiasz Kohn) (aussi nommé Toviyah Kats), né en 1652 à Metz et mort en 1729 à Jérusalem, est un médecin juif polonais du XVIIe et XVIIIe siècles.

## Biographie
Tobias Cohn naît en 1652, à Metz, siège du parlement des Trois-Évêchés. Encouragée par les autorités françaises, une communauté juive s'était installée dans la cité, autour d'une nouvelle synagogue, proche de Saint-Ferroy, probablement avant son institution officielle par le duc d'Epernon en 1614. La communauté judaïque, majoritairement issue d'Europe centrale et orientale, était placée sous la protection des autorités françaises, qui y voyaient une nouvelle source d'approvisionnement pour les troupes royales, en chevaux, blé et fourrage. En 1673, après la mort de leur père, Tobias Cohn et son frère aîné quittent Metz pour retourner en Pologne.
Là, Tobias Cohn étudie à Cracovie, puis à l'université de Francfort-sur-l'Oder, au frais du grand électeur de Brandebourg, et enfin à celle de Padoue, obtenant de cette dernière, un doctorat en médecine. Il exerce la médecine comme son père, pendant un certain temps, en Pologne, puis il s'installe à Andrinople, maintenant Edirne) en Turquie, où il devient le médecin attitré de cinq sultans ottomans successifs: Mehmed IV, Suleiman II, Ahmet II, Mustafa II, et Ahmet III. Il se déplace alors avec la cour à Constantinople.
À la fin de sa vie, en 1724, Tobias Cohn s'installe à Jérusalem, où il est mort en 1729.

## Parenté
Le grand-père de Tobias Cohn, Eléazar Kohn, de son état médecin, avait quitté la Terre sainte pour s'établir en Pologne à Kamieniec Podolski, où il exerça la médecine jusqu'à sa mort. Son père, Kohn de Narol, lui aussi médecin, mais dans le district de Bielsk, s'installa ensuite à Metz, en 1648. Il souhaitait fuir des persécutions antisémites, survenues lors de la révolte de Bogdan Khmelnitski.

## Écrits
Cohn connaît dix langues: l'hébreu, l'allemand, le polonais, l'italien, le français, l'espagnol, le turc, le latin, le grec et l'arabe. Cette grande connaissance linguistique lui permet d'écrire son Ma'aseh Toviyyah (L'Œuvre de Tobias), publié à Venise en 1707, et réimprimé en 1715, 1728, 1769, et 1850. Cet ouvrage est encyclopédique et divisé en huit parties: (1) théologie; (2) astronomie; (3) médecine; (4) hygiène; (5) maladies syphilitiques; (6) botanique; (7) cosmographie; et (8) un essai sur les quatre éléments.

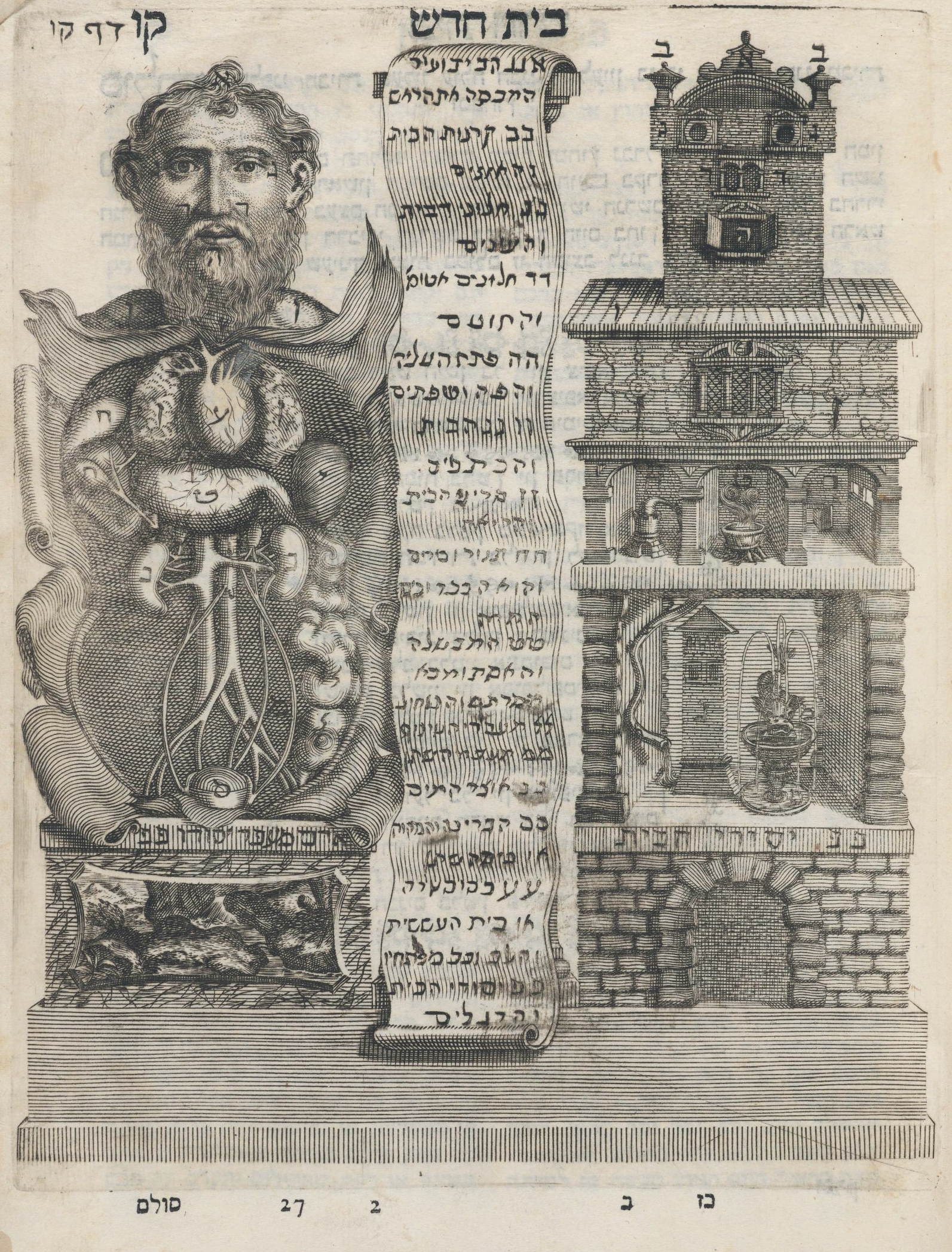
"La Maison du Corps": Dessin allégorique comparant les organes du corps aux divisions d'une maison. Du Ma'aseh Toviyyah de Cohn, 1708.)

La partie la plus importante est la troisième partie qui contient une illustration montrant un corps humain et une maison côte à côte et comparant les différentes parties du corps aux différentes parties de la maison. (voir l'illustration).
Dans la deuxième partie, se trouvent les illustrations d'un astrolabe et de différents instruments d'astronomie et de mathématique. Un dictionnaire turc – latin - espagnol est inséré entre les parties 6 et 7; L'ouvrage est préfacé par un poème de Solomon Conegliano.
La connaissance médicale de Cohn et son expérience semblent avoir eu une importance considérable. Il donne, à partir de ses propres observations la première description du "plica polonica" (maladie des cheveux non soignés), ainsi que de nombreux symptômes et de plantes médicinales nouvellement découvertes. Il publie aussi en trois langues une liste de remèdes.
Il critique les professeurs antisémites de Francfort-sur-l'Oder ainsi que ceux de ses coreligionnaires fidèles de la Kabbale et soumis à une foi aveugle dans les miracles.